# Romeu Mendes Rodrigues
Romeu Mendes Rodrigues, mais conhecido como Romeu (Inhumas, 6 de maio de 1974), é um ex-futebolista brasileiro que atuava como volante.

## Carreira
Na passagem de três anos pelo Goiás, a partir de 1994, conquistou o bi estadual e foi muito elogiado quando o clube chegou à semifinal do Campeonato Brasileiro, no seu primeiro ano na agremiação.
Chegou ao Corinthians ainda com dinheiro do Banco Excel, em 1997. Estreou em 21 de janeiro de 1997, na derrota para Flamengo por 3 a 0, em partida válida pelo Torneio Rio-São Paulo. Participou de dois títulos paulistas e em 1998 também esteve presente no elenco Campeão Brasileiro. Acabou negociado com o Ravenna Calcio, da Itália, para a disputa do campeonato da segunda divisão daquele país.
Em 2002, defendeu o Botafogo.
Em 2003, se transferiu para o Remo.
Defendeu a Ponte Preta entre julho de 2003 a dezembro de 2005.
Romeu encerrou a carreira em 2010, no União Rondonópolis.

## Títulos
Goiás
- Campeonato Goiano: 1994 e 1996[4]

Corinthians
- Campeonato Paulista: 1997 e 1999
- Campeonato Brasileiro: 1998

Remo
- Campeonato Paraense: 2003

Atlético Goianiense
- Campeonato Brasileiro — Série C: 2008

União Rondonópolis
- Campeonato Mato-Grossense: 2010